# Solør
Solør er et landskap i Innlandet fylke i Norge. Det består af Glommadalen mellem Elverum i nord og Kongsvinger i syd, Glomma i vest og Finnskogen og grænsen til Sverige i øst. Solør omfatter fire kommuner Våler, Åsnes, Grue og Brandval (del af Kongsvinger). Solør er et af landets største kartoffeldistrikter. Der er et stort, aktivt landbrugsområde langs Glomma. Området præges af store skovområder mod svenskegrænsen, og der er store moræneaflejringer og grusforekomster. Der er flere muligheder for camping, bade – og friluftsliv, rekreation, jagt og fiskeri i området.

## Historie
Ifølge Snorre Sturlason i Ynglingesagaen var det Solve den Gamle, som først ryddede land i Solør . Arkæologiske fund tyder på, at bosætning i Solør i sen jernalder og vikingetiden særlig var knyttet til Grue og Hof. Hof var også kongesæde i vikingtiden. Solve den Gamles oldebarn, Halvdan Gulltann, boede i Solør, da han bortgiftede sin datter (Solveig eller Solva) til Olav Tretelgja fra Värmland, søn af Ingjald Illråde. Med dette giftermål kom Ynglingeslægten til Norge. Olavs og Solvas søn blev kaldt Halvdan Kvitbein. Han voksede op hos sin morfar i Solør og blev ifølge Snorre en mægtig konge, som underlagde sig meget af Hedmark, Toten, Hadeland og Vestfold. Halvdan Kvitbein var tipoldefar til Halvdan Svarte , far til Harald Hårfagre.
60°55′39″N 11°42′55″Ø / 60.9275°N 11.715278°Ø